# بياركي مار غونارسون
بياركي مار غونارسون مواليد 10 أغسطس 1988 في ريكيافيك، هو لاعب كرة يد أيسلندي يلعب كمحور. مثل منتخب آيسلندا لكرة اليد.

## سجل المنافسة
شارك في البطولات التالية:
- بطولة العالم لكرة اليد للرجال 2015
- بطولة أوروبا لكرة اليد للرجال 2014
- بطولة أوروبا لكرة اليد للرجال 2016

## روابط خارجية
- بياركي مار غونارسون على موقع الاتحاد الأوروبي لكرة اليد (الإنجليزية)